# Gornja Bela Reka (Nova Varoš)
Gornja Bela Reka (Servisch cyrillisch Горња Бела Река) is een plaats in de Servische gemeente Nova Varoš. De plaats telt 224 inwoners (2002).